# Opérateur de stationnement
 (janvier 2017).
Si vous disposez d'ouvrages ou d'articles de référence ou si vous connaissez des sites web de qualité traitant du thème abordé ici, merci de compléter l'article en donnant les références utiles à sa vérifiabilité et en les liant à la section « Notes et références ».

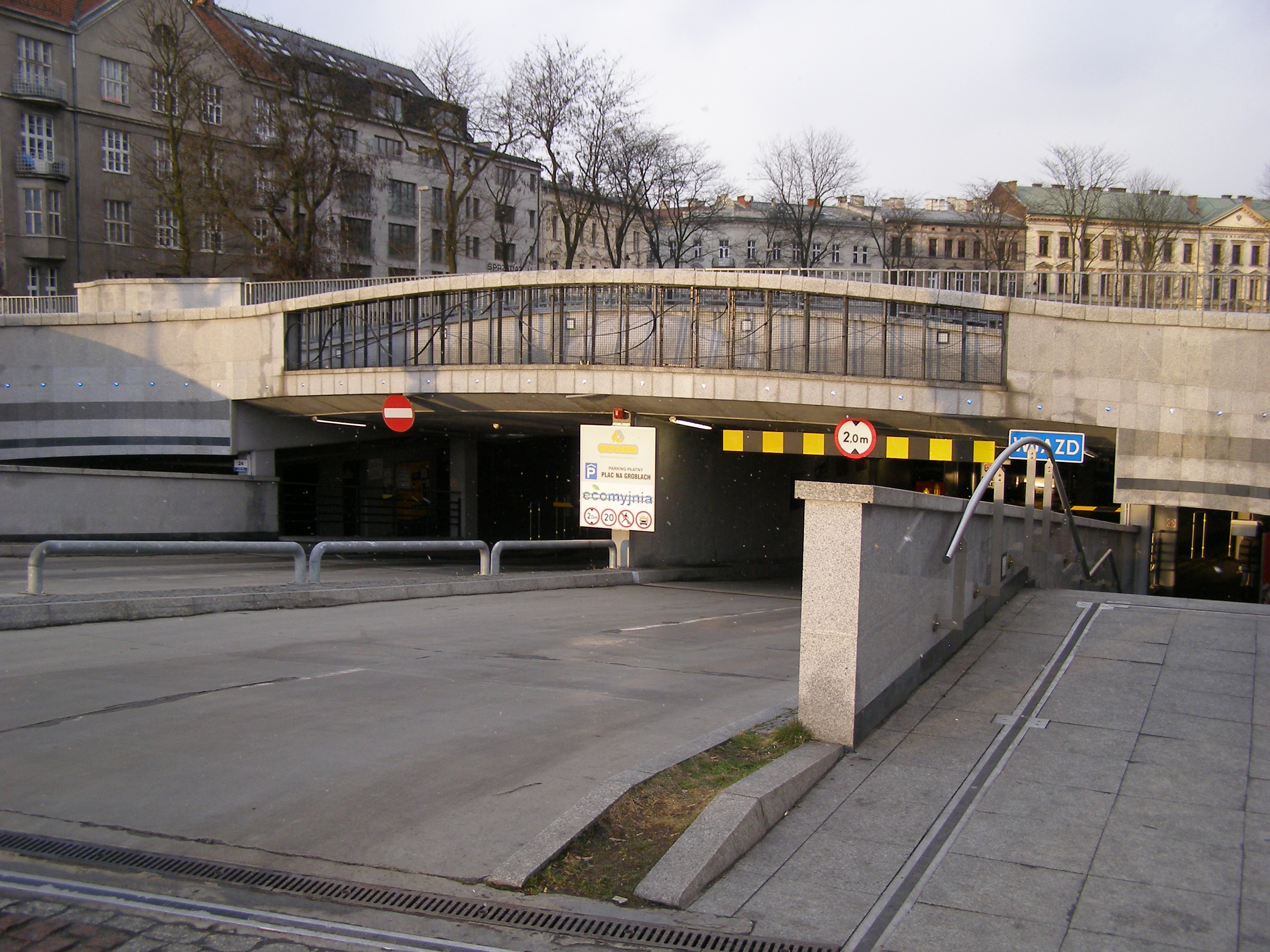
Entrée d'un parking souterrain à Cracovie.

Un opérateur de stationnement est une personne physique ou morale proposant un ensemble de services de stationnement de véhicule. On peut classer ces opérateurs en plusieurs catégories :
- les collectivités locales
- les sociétés d'économie mixte (SEM)
- les spécialistes nationaux et internationaux majeurs
- les opérateurs de transport urbain
- les opérateurs de logement social
- les chambres de commerce
- les petits opérateurs privés

En 2011, le marché français comptait environ un million de places de parking public pour un chiffre d'affaires estimé à un milliard d'euros.

## Les différents modes de gestion du stationnement public en France
Le marché du stationnement est pour l'essentiel géré dans le cadre des politiques municipales, qui choisissent ensuite entre différents modes de gestion. 

### La régie publique
Dans une gestion en régie, la collectivité locale gère de manière directe et interne son offre de stationnement. Cette régie peut avoir une autonomie financière (sa comptabilité et son budgets sont isolés du reste de la collectivité) voire devenir une personnalité morale à part entière. Dans ce dernier cas, la régie est un établissement public ayant son propre conseil d'administration mais sa gouvernance est directement contrôlée par la collectivité.

### La gestion déléguée
La gestion déléguée du stationnement peut prendre de nombreuses formes à partir d'un principe de base : la collectivité met en place un contrat avec une personne morale tierce afin qu'elle gère un ensemble de services de stationnement donné. Il s'agit donc d'une délégation de service public dont les principales variables sont :
- les obligations de l'opérateur (construction, rénovation, maintenance, services)
- les possibilités tarifaires
- l'éventuelle redevance payée par l'opérateur à la collectivité
- le montant de possibles subventions d'exploitation
- la durée de la délégation

## Les offres de stationnement privé
Aux côtés du marché public de stationnement, il existe une offre, minoritaire en France mais non négligeable, d'origine privée. Il peut s'agir de particuliers louant des box ou des garages mais aussi d'opérateurs privatisant un certain nombre de places de parking (amodiation de stationnement) à l'aide d'un dispositif comme un arceau cadenassé.

## Types de stationnements et services associés

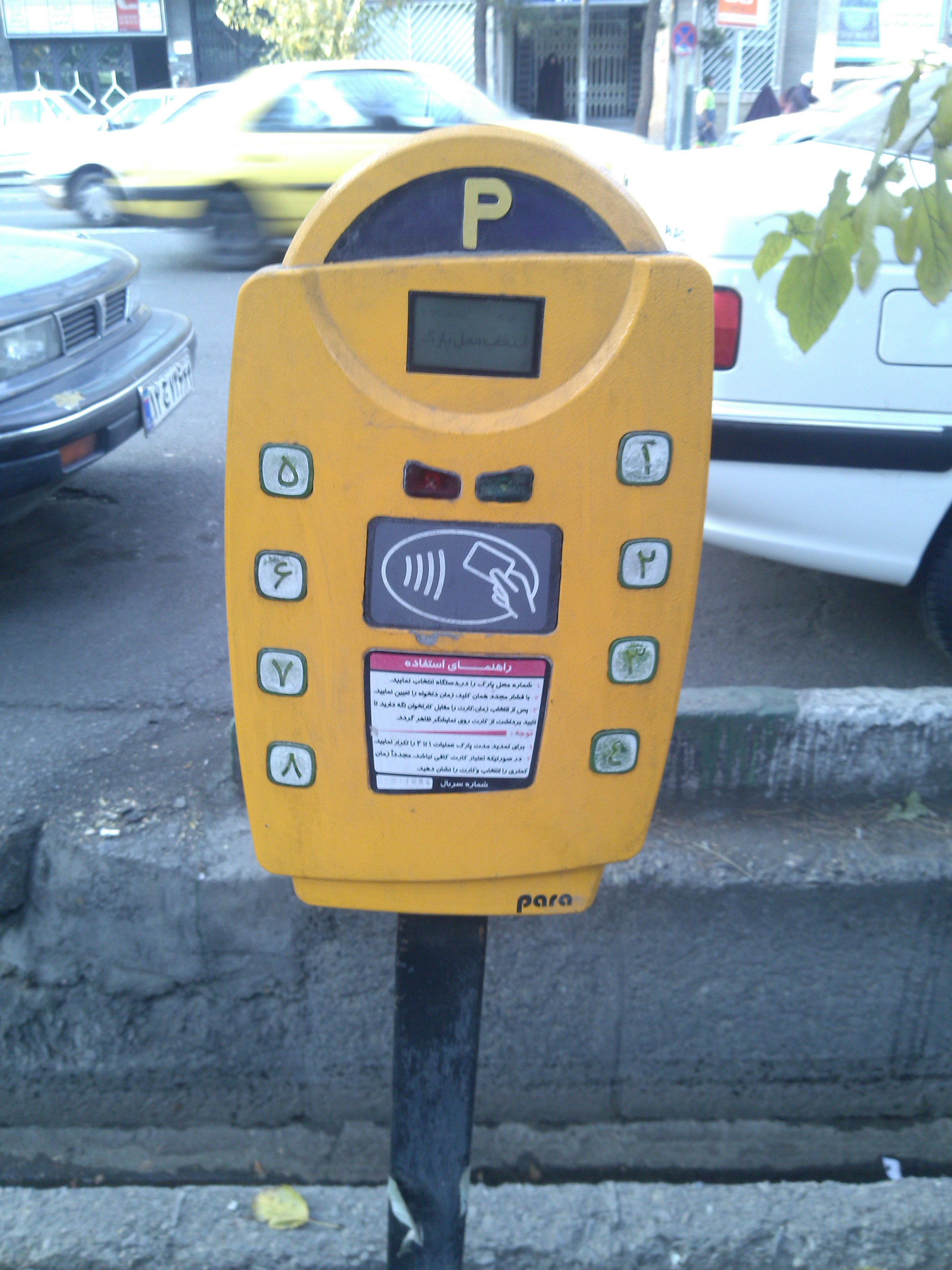
Un parcmètre à Téhéran (stationnement en voirie).

On distingue principalement le stationnement « en voirie » (sur les bords de rue) du stationnement en parcs. Ces deux types de stationnement présentent des caractéristiques suffisamment différentes (contrôles, taux de fraude, besoin en investissement et en maintenance, possibilités d'agrandissement) pour qu'ils soient considérés comme des marchés distincts. Le fait qu'ils entrent néanmoins directement en concurrence et qu'ils fassent de plus en plus l'objet d'offre groupée atténue cette segmentation.
À ces offres de stationnement peuvent s'adjoindre un certain nombre de services complémentaires (locations de vélos ou entretien de véhicule par exemple).

## Les grandes familles d'opérateurs

### Les opérateurs locaux
Les opérateurs locaux sont spécifiques à une zone géographique donnée. Ils peuvent être publics (régie), semi-publics (SEM), ou privés. Ils représentent un peu moins de la moitié du marché.
Parmi les opérateurs locaux les plus importants, on peut citer :
- la SAEMES de Paris
- Lyon Parc Auto
- Parcus à Strasbourg
- la régie Parcub à Bordeaux

### Les spécialistes nationaux du stationnement
Les « majors » du stationnement désignent en France les quelques grandes sociétés internationales spécialisées dans la gestion du stationnement public :
- Indigo auparavant Vinci Park
- Effia
- Q-Park
- Interparking

Quelques grandes sociétés limitées au marché français complètent cette liste :
- SAGS
- Autocité (Spie Batignolles)
- Urbis Park (Parcs GFR)
- Kingspark